# HD54277
HD54277 — хімічно пекулярна зоря спектрального класу
F й має видиму зоряну величину в смузі V приблизно  8,8.